# Blue Lake (Australia)
Blue Lake, jezioro w Australii Południowej znajdujące się z kalderze wygasłego wulkanu Mount Gambier. Stanowi źródło wody pitnej dla miast Mount Gambier i okolic.
Zawiera około 36.000 megalitrów wody, średnia głębokość wynosi 80 m, a maksymalna 204 m. Obwód jeziora wynosi 5 km, a powierzchnia 70 hektarów.